# Riya
Riya (* 18. Februar in der Präfektur Fukuoka) ist das Pseudonym einer japanischen Sängerin und Liedtexterin. Bekannt wurde sie als Leadsängerin der Gruppierung eufonius, die ihr Debüt im Jahr 2004 gab.

## Biografie
Vor Beginn ihrer Karriere absolvierte sie ein Kurzzeitstudium der Musik, wobei sie nach eigenen Angaben die Sängerin und Liedschreiberin Akino Arai verehrte. Neben dem Studium des Gesangs erlernte sie nebenbei auch das Keyboardspielen. Zunächst trug sie hauptsächlich über ihre Website zu mehreren Dōjin Ongaku bei. Dabei wurde sie vom Komponisten Hajime Kikuchi entdeckt und gehörte bald der sich neu gründenden Gruppe eufonius an, wo sie zunächst zusammen mit Hajime Kikuchi auftrat. Die Gruppe selbst wurde für ihre Musik zu mehreren bekannten Anime-Titeln bekannt, zu denen z. B. Clannad oder true tears gehörten.

## Diskografie
Im Folgenden sind nur Veröffentlichungen aufgeführt die als Einzelleistung außerhalb der Gruppierung eufonius entstanden.

### Alben
- 2003: Sorarado
- 2004: Sorarado Append
- 2005: Love Song

### Singles
- 2005: Toki no Mukōgawa

### Computerspiele
- Mawaru Sekai de und Tabiji no Hate (das Eröffnungs- und Abspannthema des PlayStation 2 Spiels Akai Ito, gesungen im Duett zusammen mit Haruka Shimotsuki)
- Dianoia (Eröffnungsthema des PC-Spiels Saishū Shiken Kujira)
- Crescent Moon (Eröffnungsthema des Dreamcast- und PlayStation 2 Spiels Suigetsu – Mayoigokoro)
- Mag Mell und -Kage Futatsu- (Eröffnungs- und Abspannthema von Clannad)
- Hikari no Hō e ~Ashita e no Jumon~ (Eröffnungsthema des PlayStation 2 Spiels Mabino x Style)
- Narcissus
- Apocrypha (Eröffnungsthema von Shinkyoku Sōkai Polyphonica)
- Reflectia (Eröffnungsthema von true tears)